# Rákosliget
Rákosliget est un quartier situé dans le 17e arrondissement de Budapest. 